# Flugten fra Sydstaterne
Den store flugt fra Sydstaterne var omkring 7 millioner afroamerikaneres migrering fra landlige områder i USA's sydstater til nordstaterne, midtvesten og veststaterne, i perioden fra 1916 til 1970.
Afroamerikanerne migrerede for at undgå udbredt racisme i syden, for at få bedre jobmuligheder i industribyerne, give deres børn en bedre uddannelse og for at opnå hvad der i vide kredse blev betragtet som et bedre liv i nord.
Nogle historikere skelner mellem den store flugt (1910-1940), omkring 1,5 millioner migreringer, og den anden store flugt, fra 1940 til 1970. Den anden store flugt var ikke blot større, med fem millioner eller flere migreringer, men den havde også en anden demografi, idet folk flyttede andre steder hen. Mange flyttede især fra Texas og Louisiana til Californien, hvor forsvarsindustrien bød på nye former for arbejde.